# Gosainkund
Gosainkund (nep. गोसाइँकुण्ड, trl. Gosāiṁkuṇḍ, ang. Gosainkund, również Gosainkunda lub Gosain Kunda) – górskie, słodkowodne, oligotroficzne jezioro w Parku Narodowym Langtang, w Nepalu, położone na wysokości 4380 m n.p.m. Ma ono powierzchnię 13,8 hektarów. Wraz z przyległymi terenami o łącznej powierzchni 1030 hektarów zostało 23 września 2007 roku objęte ochroną w ramach konwencji ramsarskiej.
W okresie od października do czerwca jezioro pokrywa się lodem. Późną wiosną lód topnieje, a woda spływająca z jeziora tworzy rzekę Triśuli, która następnie zasila Kali Gandaki, lewy dopływ Gangesu. W pobliżu jeziora Gosainkund znajduje się ponad sto innych, znacznie mniejszych zbiorników wodnych.

## Fauna
Nad jeziorem Gosainkund występuje wiele gatunków ptaków, w tym śnieżnik (Lerwa lerwa), ułar tybetański (Tetraogallus tibetanus), olśniaczek (Myzornis pyrrhoura) i raniuszek tybetański (Aegithalos bonvaloti). W jego sąsiedztwie żyją zajęczaki: szczekuszka nepalska i wielkoucha.
Do stwierdzonych tu chrząszczy należą: Amara nepalensis, Amara elongata, Pterostichus matsumurai, Paederus martensi, Craspedomerus violaceipennis, Quedius sherpi, Bolitobius sulciventris, Blaps gentilis, Silpha nepalica, Altica himalayensis, Phaedon gressitti. Występujące tu muchówki to m.in.: Lucilia sinensis, Pogonomyia nigrifrons.

## Religia
Jezioro Gosainkund jest miejscem kultu buddystów i hinduistów. Nad jezioro przybywają liczne pielgrzymki, przede wszystkim podczas obchodów świąt Gangadashahara oraz Janaipurnima. Tłumy ludzi pojawiające się wówczas nad jeziorem stanowią jedno z głównych zagrożeń dla tamtejszego środowiska.